# Eleccions presidencials franceses de 1974
Les eleccions presidencials franceses de 1974 es van celebrar el 5 de maig de 1974, i com que cap dels candidats va obtenir la majoria absoluta es va dur a terme una segona volta el 19 de maig d'aquest mateix any, resultant vencedor Valéry Giscard d'Estaing.

## Resultats per departaments

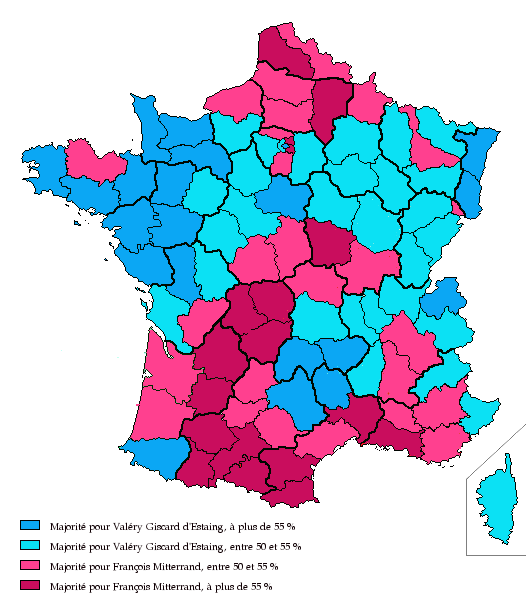
Mapa dels resultats electorals per departaments. En blau els departaments amb majoria para Valéry Giscard d'Estaing, i en vermell amb majoria para François Mitterrand.

## Primera volta
| Candidat                 | Partit                                      | Vots       | Percentatge |
| ------------------------ | ------------------------------------------- | ---------- | ----------- |
| François Mitterrand      | Partit Socialista (França) (PS)             | 11.044.373 | 43,24%      |
| Valéry Giscard d'Estaing | Républicains Indépendants (RI)              | 8.326.774  | 32,60%      |
| Jacques Chaban-Delmas    | Unió dels Demòcrates per la República (UDR) | 3.857.728  | 15,10%      |
| Jean Royer               | Conservador                                 | 810.540    | 3,17%       |
| Arlette Laguiller        | Lutte Ouvrière                              | 595.247    | 2,33%       |
| René Dumont              | Ambientalista                               | 337.800    | 1,32%       |
| Jean-Marie Le Pen        | Front Nacional (FN)                         | 190.921    | 0,74%       |
| Émile Muller             | Independent                                 | 176.279    | 0,69%       |
| Alain Krivine            | Ligue Communiste Révolutionnaire (LCR)      | 93.990     | 0,36%       |
| Bertrand Renouvin        | Nouvelle Action Royaliste                   | 43.722     | 0,17%       |
| Jean-Claude Sebag        | Federalista                                 | 42.007     | 0,16%       |
| Guy Héraud               | Federalista                                 | 19.255     | 0,07%       |

## Segona Volta
| Candidat                 | Vots       | Percentatge |
| ------------------------ | ---------- | ----------- |
| Valéry Giscard d'Estaing | 13.396.203 | 50,81%      |
| François Mitterrand      | 12.971.604 | 49,19%      |